# Mistrovství světa VIVA
Mistrovství světa VIVA (anglicky: VIVA World Cup) byl fotbalový turnaj pořádaný NF-Board. V letech 2006–2012 bylo odehráno pět turnajů.
Od roku 2014 se koná Mistrovství světa CONIFA.

## Výsledky
| Ročník | Hostitel  | Vítěz     | Skóre | Finalista        | 3. místo  | Skóre       | 4. místo                 | Počet týmů |
| ------ | --------- | --------- | ----- | ---------------- | --------- | ----------- | ------------------------ | ---------- |
| 2006   | Okcitánie | Sámové    | 21:1  | Monako           | Okcitánie | Nekonalo se | Jižní Kamerun            | 4          |
| 2008   | Sámové    | Padánie   | 2:0   | Aramejští Syřané | Sámové    | 3:1         | Kurdistán                | 5          |
| 2009   | Padánie   | Padánie   | 2:0   | Kurdistán        | Sámové    | 4:4 (5:4 p) | Provence                 | 6          |
| 2010   | Gozo      | Padánie   | 1:0   | Kurdistán        | Okcitánie | 2:0         | Království obojí Sicílie | 6          |
| 2012   | Kurdistán | Kurdistán | 2:1   | Severní Kypr     | Zanzibar  | 7:2         | Provence                 | 9          |